# Catalunya – Costa Rica (28-05-2025)
La selecció catalana de futbol disputà un partit amistós contra la selecció de Costa Rica el 28 de maig de 2025 a l'Estadi Johan Cruyff de Sant Joan Despí, davant de 5.352 espectadors, que acabà amb victòria de Catalunya per 2-0, amb gols de Carles Aleñá i Antoniu Roca, en un partit en què també destacà Keita Balde.

## Partit
L'equip, entrenat per Gerard López, va jugar davant un combinat costa-riqueny en què hi destacava un veterà de la lliga espanyola, exporter del Reial Madrid, Keylor Navas. No va ser fins al minut 70 que la selecció catalana va aconseguir posar el primer gol al marcador, quan Keita Baldé va fe runa passada a la frontal de l'àrea a Antoniu Roca, que va creuar un bon xut ras a gol. Tot just dos minuts després, Jofre Carreras va tenir una altra ocasió clara que va marxar fora per molt poc. El mateix Carreras va posar una centrada a Carles Aleñá per a fer el dos a zero definitiu.

### Reivindicació la llengua i 125è aniversari de la Federació
Per al partit, la Federació Catalana de Futbol es va unir a la campanya "L'esport treu la llengua, comparteix el català" que Òmnium impulsava i que aplegava bona part de les entitats esportives del país.
Aquest fou el primer partit de la selecció per al 125è aniversari de la Federació Catalana, motiu pel qual també es va jugar amb una samarreta commemorativa. El segon torn seria per a l'equip femení entrenat per Xavi Llorens, un amistós contra Xile el següent diumenge a les 19 hores, al mateix escenari de la ciutat esportiva del Barça.

## Fitxa tècnica
| Catalunya                           | 2 - 0          | Costa Rica |
| ----------------------------------- | -------------- | ---------- |
| Antoniu Roca 71' · Carles Aleñá 88' | FCF L'Esportiu |            |

| Catalunya | Costa Rica |

| CATALUNYA:     |  |                 |     |  |
|                |  |                 |     |  |
| PO             |  | Joan Garcia     |     |  |
| PO             |  | Dani Cárdenas   |     |  |
| DF             |  | David López     |     |  |
| DF             |  | Eric García     |     |  |
| DF             |  | Sergi Cardona   |     |  |
| DF             |  | Arnau Martínez  | 80' |  |
| DF             |  | Mika Mármol     |     |  |
| DF             |  | Adrià Altimira  |     |  |
| DF             |  | Àlex Moreno     |     |  |
| CC             |  | Oriol Romeu (c) |     |  |
| CC             |  | Joan Jordán     |     |  |
| CC             |  | Marc Roca       |     |  |
| CC             |  | Sergio Gómez    |     |  |
| CC             |  | Carles Aleñá    |     |  |
| CC             |  | Aleix Garcia    |     |  |
| CC             |  | Pol Lozano      |     |  |
| CC             |  | Edu Expósito    |     |  |
| CC             |  | Jofre Carreras  |     |  |
| CC             |  | Ramon Terrats   |     |  |
| DV             |  | Ferran Jutglà   |     |  |
| DV             |  | Pau Víctor      | 32' |  |
| DV             |  | Keita Baldé     |     |  |
| DV             |  | Antoniu Roca    |     |  |
| Seleccionador: |  |                 |     |  |
| Gerard López   |  |                 |     |  |

| COSTA RICA:    |  |                     |  |  |
|                |  |                     |  |  |
| PO             |  | Keylor Navas        |  |  |
| PO             |  | Patrick Sequeira    |  |  |
| PO             |  | Alexandre Lezcano   |  |  |
| DF             |  | Francisco Calvo (c) |  |  |
| DF             |  | Jeyland Mitchell    |  |  |
| DF             |  | Fernán Faerron      |  |  |
| DF             |  | Joseph Mora         |  |  |
| DF             |  | Carlos Mora         |  |  |
| DF             |  | Joseth Peraza       |  |  |
| DF             |  | Kenay Myrie         |  |  |
| DF             |  | John Paul Ruiz      |  |  |
| DF             |  | Yeison Molina       |  |  |
| CC             |  | Jefferson Brenes    |  |  |
| CC             |  | Douglas López       |  |  |
| CC             |  | Cristopher Núñez    |  |  |
| CC             |  | Mauricio Villalobos |  |  |
| DV             |  | Josimar Alcócer     |  |  |
| DV             |  | Álvaro Zamora       |  |  |
| DV             |  | Marvin Loría        |  |  |
| DV             |  | Warren Madrigal     |  |  |
| DV             |  | Anthony Hernández   |  |  |
| DV             |  | Kenyel Michel       |  |  |
| Seleccionador: |  |                     |  |  |
| Miguel Herrera |  |                     |  |  |